# Abhinav Bindra
Abhinav Bindra (paňdžábsky ਅਭਿਨਵ ਬਿੰਦਰਾ, * 28. září 1982 Déhrádún) je bývalý indický sportovní střelec soutěžící ve střelbě ze vzduchové pušky. Reprezentoval od roku 1997, jeho trenérkou byla Gabriele Bühlmannová ze Švýcarska. Zúčastnil se pěti letních olympijských her a třikrát postoupil do finále (2004, 2008 a 2016). Stal se prvním indickým olympijským vítězem v individuálním sportu, když získal zlatou medaili v disciplíně 10 m vzduchová puška na LOH 2008 v Pekingu. Vyhrál také mistrovství světa ve sportovní střelbě v Záhřebu v roce 2006 a získal čtyři zlaté medaile na Hrách Commonwealthu. Po letních olympijských hrách v roce 2016, na nichž byl vlajkonošem indické výpravy, oznámil ukončení sportovní činnosti. Vystudoval obchodní administrativu na University of Colorado at Boulder a provozuje obchod se zbraněmi, působí také ve správní radě organizace GoSports Foundation, podporující talentované indické sportovce. Získal cenu Ardžuna, vyznamenání Padma Bhúšán a Modrý kříž Mezinárodní federace sportovní střelby.